# Hanna City
Hanna City – wieś w Stanach Zjednoczonych, w stanie Illinois, w hrabstwie Peoria.